# هيدي لي مورغان
هيدي لي مورغان (بالإنجليزية: Heidi Lee Morgan)‏ هي مصارعة محترفة ومديرة (مصارعة محترفة) وممثلة أمريكية، ولدت في 29 يونيو 1967.

## روابط خارجية
- هيدي لي مورغان على موقع CageMatch worker (الإنجليزية)
- هيدي لي مورغان على موقع قاعدة بيانات المصارعة على الإنترنت (الإنجليزية)